# Carl Küster (Unternehmer)
Carl Konrad Christof Küster (geboren 31. Oktober 1854 in Hannover; gestorben 3. Juli 1913 in Barsinghausen) war ein deutscher Kaufmann, Redakteur und Gründer der nach ihm benannten Buchdruckerei.

## Leben

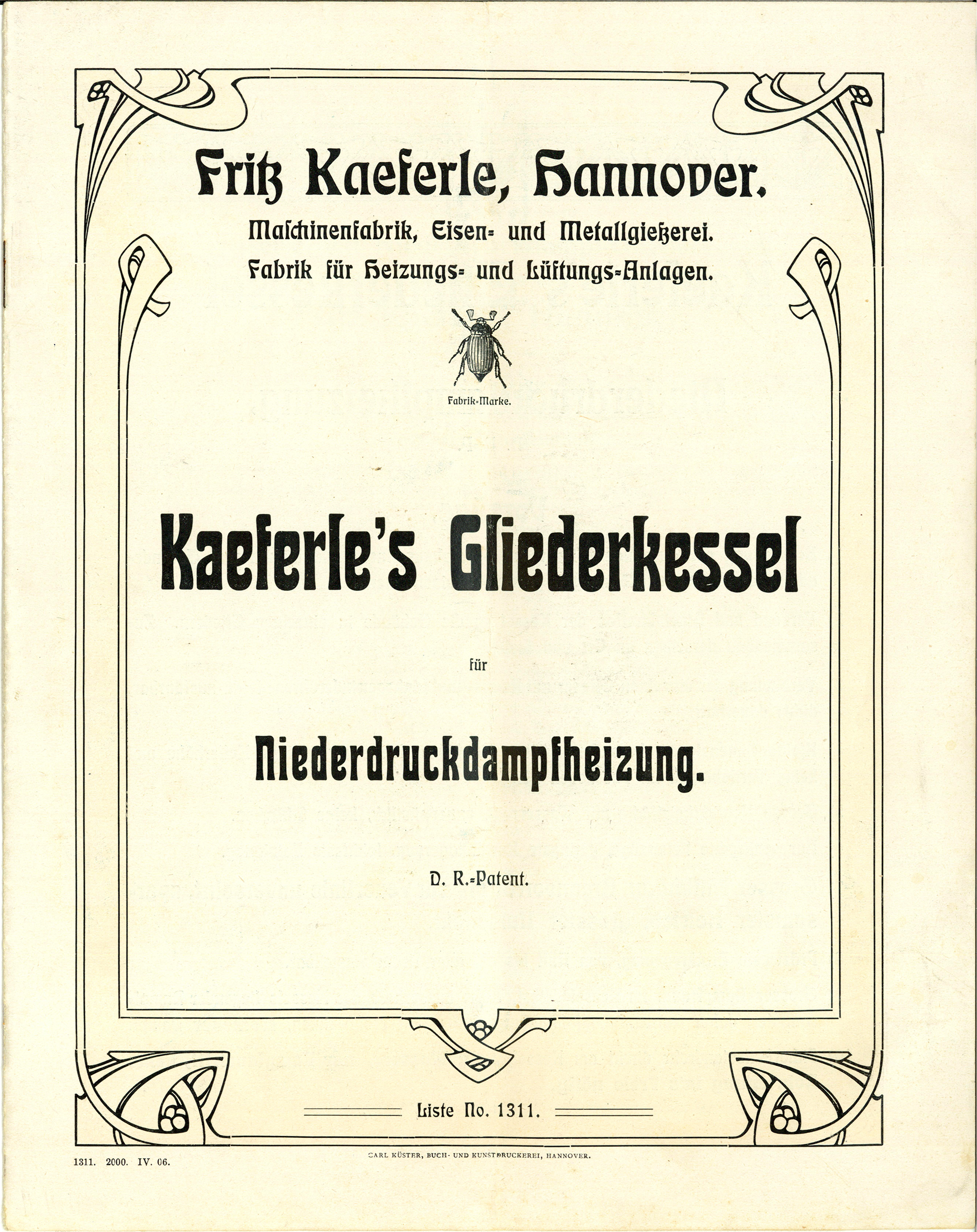
Verkaufsprospekt von 1906 im Jugendstil der Carl Küster, Buch- und Kunstdruckerei, Hannover für die Niederdruck-Dampfheizung der Firma Fritz Kaeferle

Geboren als Sohn eines Likör-Fabrikanten, besuchte Carl Küster das Ratsgymnasium in Hannover. Nach dem Tod seines Vaters brach Küster seine Schullaufbahn jedoch vorzeitig ab und absolvierte stattdessen eine kaufmännische Lehre.
Nachdem Küster seinen Militärdienst bei den sogenannten „74ern“, dem 1. Hannoverschen Infanterie-Regiment Nr. 74, abgeleistet hatte, bewarb er sich beim Hannoverschen Tageblatt, wo er als Reporter unter anderem über drei für die damalige Zeit aufsehenerregende Ballonfahrten berichtete. Rasch stieg Küster zunächst zum Redakteur der Tageszeitung auf und leitete die Geschicke der Zeitung schließlich als Geschäftsführer.
1895 heiratete Küster Millicent, die dritte Tochter des hannoverschen Hofjuweliers Carl Büsch. Durch ihre Mitgift von 250.000 Mark konnte Küster eine in Liquidation befindliche Druckerei mit drei bebauten Grundstücken (Baringstraße 7) erwerben. Unter der Firma Carl Küster Buchdruckerei entwickelte sich das Unternehmen zu einem angesehenen Buchdruckereibetrieb mit einhundert Mitarbeitern, der um 1900 die viertgrößte von 65 Druckereien in Hannover war. Zu den Kunden zählten namhafte Unternehmen wie die Continental AG, die Hackethal-Draht-Gesellschaft, die Stadtsparkasse, die Döhrener Wollwäscherei und -kämmerei und andere.
Unterdessen hatte Carl Küster die ebenerdigen Räume an der Baringstraße beinahe vollständig mit Druckmaschinen ausgefüllt, bis er 1908 an Krebs erkrankte und daran 1913 in Barsinghausen verstarb. Er wurde auf dem Stadtfriedhof Engesohde bestattet.

## Die Entwicklung zur Carl Küster Druckerei GmbH

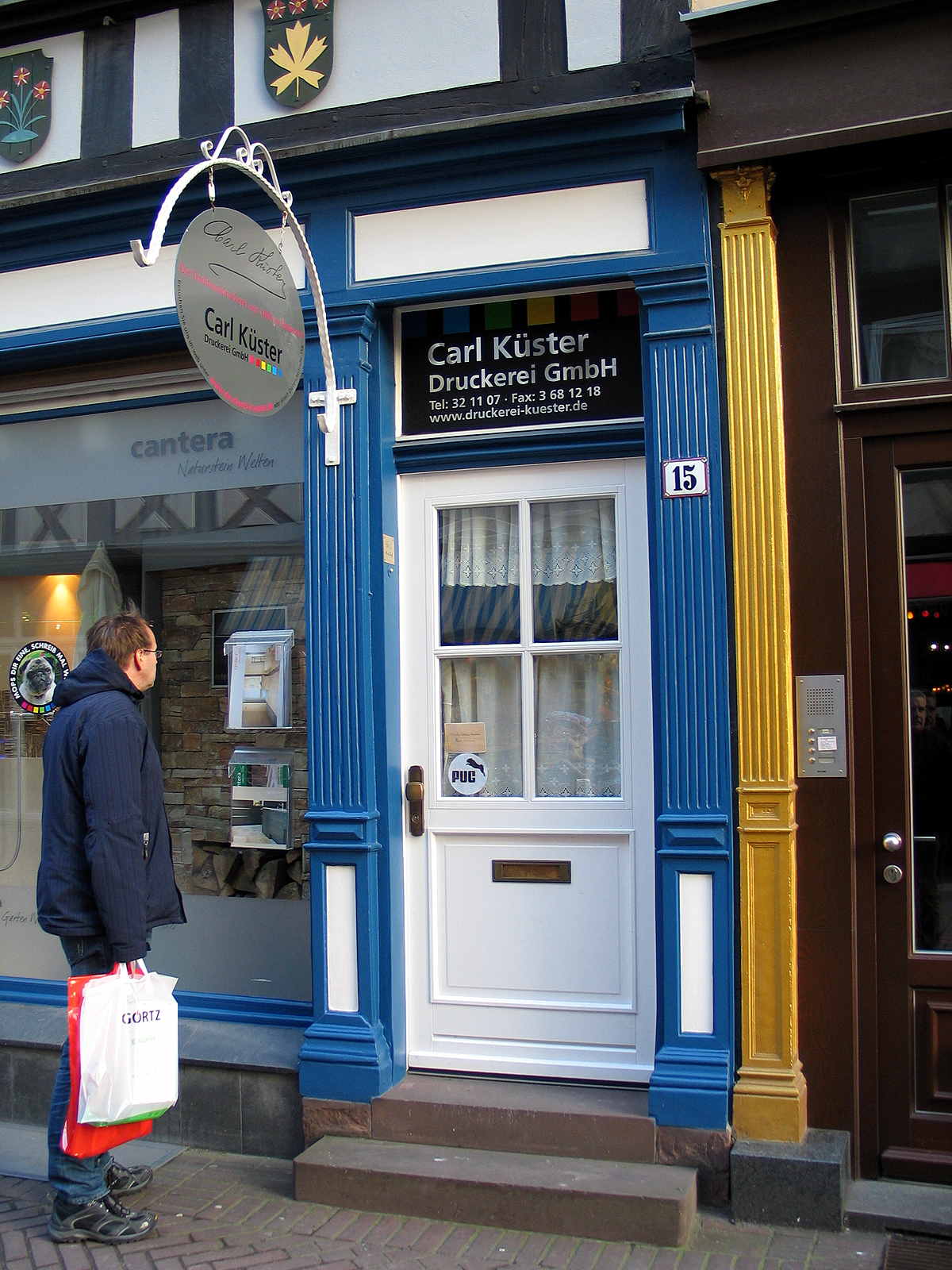
Firmenschild am Haus Kramerstraße 15 in Hannover

Nach dem Tode Carl Küsters war zunächst die Witwe Millicent Küster alleinige Besitzerin der Druckerei, die gemeinsam mit ihrer Tochter das Unternehmen durch die Zeit des Ersten Weltkriegs und die folgende Inflationszeit weiterführte. In der Weltwirtschaftskrise und zur Zeit des Nationalsozialismus schwankte die Zahl der Mitarbeiter zwischen fünfzig und siebzig, zudem war die Druckerei in eine GmbH umgewandelt worden. Im Jahr der Olympischen Spiele 1936 konnte das Unternehmen sein 50-jähriges Jubiläum feiern, und noch immer waren einige der unter Carl Küster angeschafften Maschinen in Betrieb.
Im Zweiten Weltkrieg fielen die Gebäude der Druckerei an der Baringstraße während der Luftangriffe auf Hannover in der Nacht vom 9. auf den 10. Oktober 1943 in Schutt und Asche. Immerhin konnten jedoch einige Maschinen aus den Trümmern geborgen werden. Schon 1944 begann unter der Leitung von Dr. Elisabeth Löwenstein geb. Küster der Wiederaufbau des Betriebs „in von der Zerstörung nicht betroffenen Räumen des Gebäudes Dieterichsstraße 35 A.“
Nach dem Tod Elisabeth Löwensteins 1967 übernahm Kay Böttcher, ein Enkel des Unternehmensgründers, die Geschäftsführung. Ab 1972 unterstützte ihn sein Bruder Dirk Böttcher „bei der schwierigen Umstellung von Buchdruck zum Offsetdruck.“ Zum 100-jährigen Jubiläum stieg Jens Böttcher 1986 in die Geschäftsführung ein und wurde dabei noch einige Jahre von seinem Vater und seinem Onkel unterstützt.
Das mittlerweile in der vierten Generation geführte Familienunternehmen bietet heute (Stand: September 2014) neben Entwurf und Layout und Druck in verschiedenen Techniken auch Veredelungsverfahren wie etwa „Blind-, Hoch- oder Tiefprägung, Stahlstich oder Heißfolienprägung“.